# Presó de Gitarama
La presó de Gitarama situada a la ciutat de Gitarama, Ruanda, és la presó més perillosa del món. Aquesta presó va ser dissenyada i fabricada per uns 400 presos però ha arribat a superar els 8.000 presos en 1995. Cada pres té menys de 0,5 m² per a viure. Cada dia hi ha desenes de morts, els presos morts s'aprofiten per menjar, ja que el centre no n'ofereix. Els dies que hi ha poques morts a mitjà d'un sorteig es decideix qui serà l'escollit per menjar-se'l.
El centre penitenciari està format per dos edificis de quatre plantes cada un.
Els edificis eren part d'un complex habitacional el 1960 construïts per una multinacional britànica per servir d'habitatge als seus empleats. Quan la empresa va tancar l'edifici va ser llogat pel govern dictatorial amb l'objectiu de transformar-lo en una presó política.
Des d'aquell moment les coses no han canviat molt, ja que Ruanda ha tingut la transició de diferents governs, cada un d'ells semble que troba un ús pràctic per Gitarama.
Amb més de 8.000 presos només hi han 20 banys. Els presos tenen tot tipus d'armes, ja que cap guàrdia no s'atreveix en entrar-hi.
Tots els presos que entren ja no sortiràn mai més, la majoria dels presos moren al cap d'uns 8 mesos i 1 de cada 8 al cap de 5, perquè van descalços per terres infectats. És considerada una de les cinc pitjors presons del món.